# Клавиус, Христофор
Христофо́р Кла́виус (или Клавий, лат. Christophorus Clavius; 25 марта 1538, Бамберг — 6 февраля 1612, Рим) — немецкий математик и астроном. Член ордена иезуитов.
Известен как главный разработчик окончательной версии современного григорианского календаря. В последние годы своей жизни был одним из самых уважаемых астрономов в Европе, а его книги по астрономии широко использовались более 50 лет. Множество видных европейских астрономов и математиков обучались у Клавиуса, среди них: Грегуар де Сен-Венсан, Марин Гетальдич, Джулио Алени и  Пауль Гульдин.
Настоящую фамилию учёного историкам выяснить не удалось. Свои латинские труды подписывал Clavius (от лат. clavis, «ключ»), поэтому некоторые историки предполагают, что настоящая фамилия учёного — Schlüssel, означающая то же самое по-немецки. Другая версия утверждает, что фамилия учёного была Clau или Klau.

## Биография
Родился в баварском городе Бамберге в 1538 году. В 1555 году вступил в орден иезуитов. Окончил Коимбрский университет в Португалии (ок 1560 года). 21 августа 1560 года произошло полное солнечное затмение, которое произвело такое впечатление на Клавиуса, что он решил посвятить себя астрономии.
После университета Клаввиус отправился в Рим, где изучал богословие в иезуитском колледже «Коллегио Романо». В 1564 году он был рукоположён в католические священники. С 1565 года и до конца жизни — профессор папского университета «Коллегиум Романум» в Риме.
В 1587 году Клавиус встретился с Галилеем во время визита последнего в Рим, и с того времени они время от времени переписывались по научным вопросам. Когда Клавиус издавал книгу, он всегда посылал копию своему другу Галилею. В 1610 году 73-летний Клавиус поддержал Галилея, когда недоброжелатели пытались объявить его телескопические наблюдения планет иллюзией:

 В Риме я наблюдал это в присутствии других не раз. Сатурн соединил с собой две звезды поменьше, одну на востоке, а другую на западе. Наконец, у Юпитера есть четыре блуждающих звезды, которые замечательно меняются своим положением как между собой, так и по отношению к Юпитеру - как тщательно и точно описывает Галилео Галилей.

Клавиус также подтвердил открытие Галилеем фаз Венеры, хотя выразил сомнение в наличии гор на Луне. Однако гелиоцентрическую систему Коперника Клавиус уверенно отвергал.
Скончался в Риме в 1612 году.

## Календарная реформа
В 1579 году римский папа Григорий XIII поручил Клавиусу, как авторитетному астроному и математику, преобразование календаря. Причиной реформы было то, что весеннее равноденствие наступало на 10 дней раньше (из-за неточности юлианского календаря), в то время как пасхалия предполагает, что этот день приходится на 21 марта. Возникла необходимость коррекции календаря, поскольку неверный расчёт дня Пасхи приводил к несоблюдению в некоторые дни Великого поста, что считалось серьёзным грехом. Тридентский собор (1545—1563) поручил папе провести необходимые изменения. Предварительный проект был предложен Луиджи Лилио, который скончался в 1576 году.
Клавиус был назначен старшим математическими экспертом. Поскольку точная математическая модель лунных циклов уже была составлена Лилио, основное внимание было направлено на возможно более точное приближение солнечного (тропического) года. Клавиус взял данные о продолжительности года из «Прусских таблиц» Эразма Рейнгольда (1551), опирающихся на систему Коперника.  После детального изучения проблемы Клавиус предложил, чтобы за средой 4 октября 1582 года (по юлианскому календарю) последовал четверг, 15 октября 1582 года (по новому, григорианскому календарю), и тогда равноденствие снова займёт положенный ему день 21 марта в календаре. Он также предложил, чтобы впредь годы, номер которых оканчивается на 00 и не делится на 400, не считались високосными. Это правило используется до сих пор и настолько точно, что в течение ближайших трёх тысячелетий не потребуется никакой дальнейшей реформы календаря.
Календарная реформа 1582 года вызвала массовые протесты и ожесточённую полемику даже среди учёных. Почти все университеты Западной Европы решительно высказались против реформы и заявили, что григорианский календарь представляет собой ничем не оправданное «искажение юлианского календаря». Причём особенно категоричны были старинные Парижский и Венский университеты. Многие ведущие учёные того времени также резко критиковали проект, а православные иерархи в 1583 году провозгласили последователям нового календаря анафему. Клавиус написал две работы: «Апология нового римского календаря» (1588) и «Пояснение римского григорианского календаря» (1603), где разъяснил необходимость календарной реформы и ответил на критические замечания. Реформу поддержал также протестант Кеплер, а папа Григорий XIII пригрозил отлучением тем, кто будет противиться установлению нового календаря. Постепенно практически все страны мира приняли григорианский календарь.

## Научная деятельность
В 1574 году Клавиус опубликовал снабжённый комментариями перевод «Начал» Евклида (неточный), Этот перевод многократно переиздавался, вплоть до 1717 года. Он поместил в перевод собственное «доказательство» пятого постулата Евклида, основанное на положении: «Эквидистанта прямой есть прямая»; позднее выяснилось, что это утверждение равносильно пятому постулату.
Клавиус одним из первых использовал точку в качестве десятичного разделителя (в своих таблицах синусов). Он написал учебник арифметики «Алгебра» (1608), составил таблицу кубов чисел до 100, сформулировал (1585) правила действий с дробями, в том числе приведение дробей к общему знаменателю и правило деления дробей. Его книги по арифметике использовали многие математики, включая Лейбница и Декарта. Занимался также различными задачами в области арифметики, геометрии и тригонометрии. Предложил графический метод решение сферических треугольников, основанный на стереографической проекции сферы.
Он также модернизировал солнечные часы и разработал квадрант для использования при геодезических работах.

## Труды

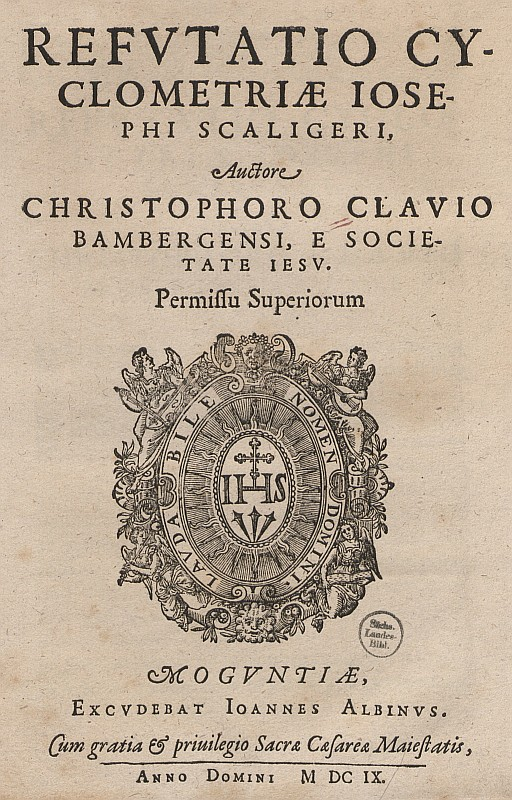
Refutatio cyclometriae Iosephi Scaligeri.

- Латинский перевод «Начал» Евклида (Euclidis elementorum libri XVI cum scholiis, 1574) с обширными комментариями Клавиуса
- «Гномоника» (Gnomonices libri VIII, 1581)
- «Апология нового римского календаря» (Novi calendarii romani apologia, 1588)
- «Пояснение римского григорианского календаря» (Romani calendarii a Gregorio XIII restituti explicatio, 1603)
- Computus ecclesiasticus per digitorum articulos et tabulas traditus (1603)
- «Практическая геометрия» (Geometria practica, 1606)
- «Алгебра» (1608 г.)
- Refutatio cyclometriae Iosephi Scaligeri. (Mainz, 1609)
- Собрание трудов, переиздание сборника 1611-1612 годов Архивная копия от 2 марта 2021 на Wayback Machine:
- Clavius, Christoph. Corrispondenza Edizione critica a cura di Ugo Baldini e Pier Daniele Napolitani. — Pisa : Università di Pisa – Dipartimento di Matematica, 1992. (переписка)

## Память
Именем учёного названы:
- третий по величине кратер на видимой стороне Луны
- астероид (20237) Clavius[нем.]
- Закон Клавия в логике
- Улица (Claviusstraße) и гимназия в Бамберге